# Bocage (Santa Lucía)
Bocage es una localidad de Santa Lucía, que forma parte del distrito de Castries.